# Mwambu
Mwambu, è il primo uomo di cui si racconta nella mitologia delle popolazioni abaluyia del Kenya.

## Nel mito
Si narra di lui come compagno di Sela, sua moglie, entrambi vennero creati dal dio Wele. La divinità si mostrò benevola con loro offrendogli anche la luce del sole e la pioggia ed insegnandogli come procurarsi del cibo. Si erano costruiti un'abitazione sopra dei trampoli per proteggersi da mostri che vivevano in quei luoghi. Grazie ad una scala retrattile scendevano sulla terra quando occorreva. Mwambu e Sele ebbero numerosa prole e furono i colonizzatori del mondo.